# Eunice Raimundo
Eunice Raimundo é uma desportista portuguesa que competiu em bochas adaptadas. Ganhou uma medalha de bronze nos Jogos Paralímpicos de Pequim 2008 na prova de dobros (classe BC3).

## Prémios
| Jogos Paralímpicos | Jogos Paralímpicos | Jogos Paralímpicos | Jogos Paralímpicos |
| Ano                | Lugar              | Medalha            | Prova              |
| ------------------ | ------------------ | ------------------ | ------------------ |
| 2008               | Pequim (Chinesa)   | Medalha de bronze  | Dobros BC3         |